# Calceolaria oxyphylla
Calceolaria oxyphylla är en toffelblomsväxtart som beskrevs av U. Molau. Calceolaria oxyphylla ingår i släktet toffelblommor, och familjen toffelblomsväxter. Inga underarter finns listade i Catalogue of Life.